# Trickster (hudebník)
Trickster (pravé jméno: Juergen Pichler) je rakouský muzikant žijící ve Spojeném království známý pro svůj eklektický hudební styl. 

## Hudební kariéra
Zpěvák Trickster debutoval v listopadu 2022 se singlem Thank Fuck It's Christmas, ve kterém vystupoval vedle Royal Philharmonic Orchestra s písní plnou vulgarismů, která odrážela napětí a stres daného roku. Text písně napsal Guy Chambers (skladatel písní a producent Robbieho Williamse), ve spolupráci s komikem Stevem Furstem a Tricksterem. Popsána jako "jediná Vánoční píseň, která mohla vzniknout v roce 2022“, její text se zaměřil na problematické faktory tohoto roku jako aktivity britské vlády, životní náklady, pandemie a ultra-bohatí snažící se odstěhovat na Mars.
Čistá verze s názvem Praise Be It’s Christmas byla také vydaná a její dvě videa se stala virální s několika miliony zhlédnutí na Youtube. Jedno z těchto hudebních videí bylo režírováno Philem Griffinem (známý pro jeho práci s Amy Winehouse, Dianou Rossovou, Paulem McCartneym) a to druhé, natočeno ve Švýcarských Alpách, bylo režírováno Norbertem Blechou (Requiem for Dominic, Wolfsliebe). 
Peníze získané z obou písní byly darovány Tricksterem na charitativní organizace zabývající se péčí o děti a chudobou. Pod heslem “skutečná změna není legrace” Trickster a jeho tým rozdávali potraviny několika potravinovým bankám ve Velké Británii. Potravinová banka v jihozápadním Belfastu, v jedné z nejchudších oblastí, získala díky této kampani významnou podporu (málem ji však přehlédli, protože si zprvu mysleli, že jde o žert, vzhledem k nečekanému množství směřujícímu do této poměrně nepodporované oblasti země). Ther zpěvák vysvětlil svou pozornost věnovanou detailům, jako je výživová hodnota potravin, vlastními zkušenostmi z dětství s nedostatečnou výživou.
V těchto hudebních videích Tricksterova pravá identita byla skryta animací, což vyvolalo spekulace,  o koho se může jednat. Někteří přemýšleli, zda byl spoluautor textu písně Steve Furst nebo nějaká známá osobnost, se kterou dříve Guy Chambers spolupracoval nebo utichlé bývalé slavné jméno se skóre k vyrovnání. 
V květnu 2023 Trickster vydal single Still Kicking inspirován autonehodou, kterou přežil v roce 2017 v jižní Francii, s muzikálností popsanou jako výkres alternativního rocku konce 90. let., Americany a filmové zvukové scény. Producenti této písně byli Guy Chambers, Richard Flack a Trickster. Hudební video představuje zpěváka bez jakékoliv animace, která by mohla skrýt jeho obličej a spolu s příběhem písně, další informace se objevily v tisku zmiňující, že je Rakušan žijící ve Spojeném království.
V listopadu 2023 Trickster vydal "Silent Night" vs "Santa Claus Is Coming To Town", mix dvou vánočních klasik s vokální skupinou The Swingles. Při této příležitosti také média zmínila zpěvákovo pravé jméno Juergen Pichler (majitel této značky Trickster). Již dříve byl znám jako producent různých kapel a hudebníků (např. rakouské skupiny Hunger) a jako autor písní (např. Olé Hola Patricka Lindnera). Podporoval také charitativní iniciativy, jako například “Stoppt die Welpenmafia” v Rakousku.
23. dubna 2024 (na svátek svatého Jiří) uvedl Trickster svou verzi britské hymny God Save the King, kterou nahrál společně s Royal Philharmonic Orchestra v Abbey Road Studios. Zmínil, že tuto verzi chtěl vytvořit, aby vyjádřil svou lásku ke Spojenému království. Skladba byla první, kterou pro krále Karla nahrál cizinec. Ve fázi produkce, když se vracel z Portugalska jako druhý pilot vrtulníku, musel kvůli technickým potížím nouzově přistát na farmě v severozápadním Španělsku.
V květnu 2024 oznámil Trickster na festivalu v Cannes projekt dobrodružného thrilleru s názvem “Travel Agents” (producent: Norbert Blecha), volně založeného na jeho životním příběhu, s rozpočtem 85 milionů liber. Bude působit jako výkonný producent a sám si ve filmu zahraje. Spolupracuje také s Guyem Chambersem na tvorbě filmového soundtracku. Původně byla hlavní role ve filmu udělena Gérardu Depardieu, což by znamenalo jeho návrat po tříleté pauze (určené jeho zatčením po obvinění ze sexuálního napadení). Vzhledem ke kontroverzi, kterou toto obsazení brzy vyvolalo, však producenti své rozhodnutí přehodnotili a tuto volbu stáhli.

## Diskografie
- Thank Fuck It's Christmas (Single, 2022)
- Still Kicking (Single, 2023)
- "Silent Night" vs "Santa Claus Is Coming To Town" (Single, 2023)
- Be Careful What You Wish For (Single, 2024)
- God Save the King (Single, 2024)